# 北海道道841号樱川线
北海道道841号樱川线（日语：北海道道841号桜川線）是一条位于北海道虻田郡真狩村的普通道级道路（北海道道）。起点側通过林道与二世古町连结，远一点的地方则与北海道道791号峠宫田线相连接。

## 路線概要
- 起点：北海道虻田郡真狩村樱川
- 終点：北海道虻田郡真狩村樱川
- 总距離：3.1千米

## 通過自治体
- 后志综合振兴局
  - 虻田郡真狩村

## 主要接续道路
- 北海道道230号三之原二世古线（终点）

## 沿革
- 1975年（昭和50年）3月31日 - 路線勘定（北海道告示第951号）